# Victor Brunclair
Victor J. Brunclair (Antwerpen, 18 oktober 1899 – werkkamp Ladelund, Duitsland, 21 november 1944) was een Vlaams activist, dichter, literair criticus, essayist en romanschrijver. Hij schreef ook onder de pseudoniemen Geert Bardemeyer, Bonafied en Angel David.

## Biografie

#### Vroege jeugd
Victor Brunclair werd geboren op 18 oktober 1899 en droeg de familienaam van zijn moeder. Hij werd opgegeven als onwettig kind omdat zijn vader, van wie elk spoor ontbreekt, weigert te huwen. Zes maanden na zijn geboorte stierf zijn moeder. Het was zijn uit Wallonië afkomstige grootmoeder die zorgde voor de opvoeding van de kleine Victor, waardoor hij pas op de lagere school Nederlands leerde.
Op 17 juli 1914 haalde de vijftienjarige Victor zijn diploma van het derde studiejaar van de lagere hoofdschool. Ondertussen was ook zijn grootvader overleden en bleef zijn tante als enige kostwinner over. Door de beperkte financiële middelen van zijn familie kreeg Victor niet de kans om verder te studeren, hoewel hij daar gezien zijn uitstekende schoolresultaten perfect toe in staat zou geweest zijn. Victor kon aan de slag in de graanhandel van zijn oom, maar omwille van de oorlog kwam ook daar een eind aan. Wel ontwikkelde hij zich tot een goede autodidact. Hiertoe werd hij een regelmatige bezoeker van de stedelijke bibliotheek op het Conscienceplein in Antwerpen. Via avondlessen aan het Hoger Handelsgesticht trachtte hij alsnog een diploma te verwerven. Ook ging hij om met de leerlingen van het atheneum en de normaalschool, waardoor hij in contact kwam met een andere klasse dan die waarin hij zelf was opgevoed. Toch geeft hij in deze periode geen blijk van een grote liefde voor het stadsleven. In de verzen die hij toen al schrijft toont hij zijn afkeer van de burgermaatschappij.

#### Jonge Tijd
Op 15 maart 1915 brengt een handvol leerlingen van de Stedelijke Normaalschool het eerste nummer uit van het tijdschrift Jonge Tijd. Het thema van het dit nummer luidde 'Het schoonste van de wereld'. Onder het pseudoniem Bonafied reageerde Victor Brunclair in versvorm, wat tevens gold als zijn officiële debuut als schrijver. Hoewel Victor maanden jonger was dan de andere medewerkers van het tijdschrift - waaronder de latere directeur van de Antwerpse stedelijke bibliotheek Ger Schmook - werd hij desalniettemin aanvaard en gerespecteerd.
De samenwerking vertroebelt echter wanneer blijkt dat de redactie van het blad ingrijpt in teksten van Victor waar deze vreest dat dit hen anders op een boete door de Duitse bezetter zou te staan kunnen komen. Eind mei 1915 komt het blad echter toch onder de aandacht van de Duitse censor. De redactieleden van Jonge Tijd had tevens nauwe betrekkingen met de Johanneskring van Lode Craeybeckx, de latere burgemeester van Antwerpen.

#### Activisme
Na negen nummers hield Jonge Tijd in 1915 op te bestaan. De Johanneskring bleef wel bestaan maar vormde zich onder impuls van nieuwe stromingen in 1916 om tot de Vlaamse Kring. Er werd een strijdprogramma naar voren geschoven met bovenaan op de lijst van eisen de vernederlandsing van het onderwijs en dat zich zo op een lijn stelde met het opkomende flamingantisme. Ook Brunclair evolueerde op deze manier mee met de Johanneskring. In artikels in het overkoepelend studentenblad De Goedendag - waar ook Paul van Ostaijen actief was - steunde hij de eis voor een Vlaamse universiteit. Een eis die in oktober 1916 met de oprichting van de vernederlandste universiteit van Gent ingewilligd werd. Dat dit tot stand kwam met de steun van de Duitse bezetter maakte Victor niet uit. Onder meer in het cultureel weekblad Ons Land diepte Brunclair zijn ideeën verder uit en koppelde het internationalisme van de socialistische beweging aan een activistische houding. "Een cosmopolitiesme dat niet tot op het merg doordrongen is met de levenssappen van het nationalisme vergaat onvermijdelijk aan beenderziekte" schreef hij in december 1916. In zijn politiek denken op dat moment zijn staat en volk twee verschillende dingen. Het is de staat die zich dient te richten naar het volk en hierbij zou de Vlaamse component zelfs een versterking kunnen betekenen voor de Belgische geheel. Op die manier lijkt zijn activisme eerder een federale staat als doelstelling te nemen dan een volledig onafhankelijk Vlaanderen.

#### Expressionisme
Politiek en literatuur maakte voor vele jonge Antwerpse activisten deel uit van eenzelfde maatschappelijk project. Zo ook voor Brunclair. Gaandeweg evolueert zijn poëzie zich van klassiek naar het expressionisme dat via een aantal Duitse avant-garde tijdschriften haar intreden maakte in Antwerpen. Via buitenlandse avant-gardebladen informeerde Victor zich over de recente ontwikkelingen op het gebied van poëzie en kunst in het algemeen. In Kentering, zijn eerste opstel over het belang van literatuur, keert Brunclair zich definitief af van de klassieke vormen van literatuur. Na de oorlog hield De Goedendag op te bestaan en vertrok Van Ostaijen in ballingschap naar Berlijn. Brunclair concentreerde zich niet enkel meer op literatuur, maar ook op de schilderkunst van onder ander Mondriaan, Boccioni, Picasso en Van Gogh.
Tijdens de naoorlogse repressie hield Brunclair zich opvallend op de vlakte en schreef hoofdzakelijk voor enkele Franstalige bladen. Als enige literator naast Eugeen De Bock was Brunclair aanwezig op de stichtingsvergadering van het tijdschrift Ruimte (1920-1921), dat een eerste poging was om de expressionistische generatie te groeperen. Het tijdschrift was een kort leven beschoren. In 1920 werd Brunclair secretaris van de Antwerpse groep Clarté, een pacifistische internationalistische liga die onder meer het tijdschrift Opstanding uitbracht. In 1921 werd hij vaste medewerker van het tijdschrift Vlaamsche Arbeid waarin hij voornamelijk essays, gedichten en polemische kritieken schrijft.
Tussen 1925 en 1938 werkt Brunclair als boekhouder bij een Antwerpse diamantfirma. Ondertussen verschijnen meerdere werken van zijn hand waaronder in 1929 de roman De monnik in het westen, die door een gebrekkige samenhang in de kritiek als grootdeels als mislukt werd opzijgeschoven door de kritiek. Toch merkte bijvoorbeeld Paul de Wispelaere later op dat Brunclair een groot prozaschrijver had kunnen worden, indien deze zijn ongeduld en gebrek aan beheersing had weten te overwinnen.

#### Jaren 30
Na het verdwijnen van Vlaamsche Arbeid in 1930 werd Brunclair actief in het Antwerpse theatermilieu. Daarnaast richtte hij in 1936 het links georiënteerde humanistisch blad Getuigenis op, waarvan slechts twee afleveringen verschenen. In datzelfde jaar verscheen ook zijn tweede dichtbundel Sluiereffecten. Zijn stijl evolueerde in deze periode naar wat men later de nieuwe zakelijkheid zou gaan noemen. In 1937 verschijnt zijn essay Het heilige handvest, waarin hij zich afkeert van zowel de rechtse volksverbonden kunst als de 'proletkult' van de communisten. Het is deze publicatie die aan de basis ligt van zijn latere aanhouding door de gestapo. In 1937 en 1940 verschijnen zijn laatste dichtbundels Camera lucida en Spreekcel waarin hij teruggrijpt naar een meer traditionele vorm van Poëzie.
Het jaar 1938 vormt een scharnierpunt in zijn leven. Begin mei van dat jaar overlijdt zijn eerste vrouw. Rond datzelfde moment verliest hij ook zijn werk als boekhouder. In juni van dat jaar wordt hij echter benoemd tot secretaris van de Koninklijke Nederlandse Schouwburg van Antwerpen. Hij vertaalde er de Driestuiversopera van Bertolt Brecht die eind 1938 met groot succes werd opgevoerd.

#### Nazibezetting en dood
In 1940 wordt Brunclair redactiesecretaris van het weekblad Ulenspiegel, een uitgesproken Vlaamsgezind blad met communistische wortels. Met het groeien van de Duitse dreiging had het blad echter voor een neutralere koers gekozen. In zijn bijdragen voor Ulenspiegel pleitte Brunclair voor een politiek van neutraliteit. Ondanks de zeer penibele situatie waarin schrijvers en intellectuelen zich tijdens de bezetting bevonden koesterde Brunclair een illusie van artistieke autonomie.
"Zijn koketteren met intellectuele en artistieke autonomie – een rode draad in Brunclairs leven – kreeg nu veel van ‘een dans op een vulkaan’. In plaats van zich op de achtergrond te houden werd hij het uithangbord van het communistische blad Ulenspiegel en nam hij deel aan allerlei literaire prijskampen, die door Duitsgezinde organisaties werden uitgeschreven. Tegelijk met deze narcistische illusie van autonomie benam ook zijn ideaal van een zelfstandig Vlaanderen – met als keerzijde een fanatiek anti-Belgicisme – Brunclair het zicht op de situatie en op de ware bedoelingen van de bezetter. In combinatie met praktische overwegingen leidde dit ertoe dat hij een gooi deed naar het oorlogsburgemeesterschap van Kapellen en dat hij toch geen moeite had met bepaalde premissen van het nationaalsocialisme. Op voorwaarde dat hij niet hoefde in te leveren op zijn onafhankelijkheid als niet-partij- of ideologiegebonden Vlaams-nationalist, was hij duidelijk bereid zijn medewerking te verlenen aan de bezetter."
In 1941 werd hij benoemd tot secretaris-hoofdopsteller van de Koninklijke Vlaamse Opera. In december werd hij aangeklaagd door Hendrik Diels, orkestmeester van de Vlaamse opera met de beschuldiging van het schrijven van een anonieme dreigbrief. Brunclair werd opgepakt door de Gestapo en veroordeeld tot zes maanden cel, maar kwam na het uitzitten van die straf toch niet vrij, onder meer wegens het bezit van illegale vlugschriften, zijn essay Het heilige handvest en vooral een sneer aan het adres van de aan het Oostfront gesneuvelde Reimond Tollenaere. Die belediging aan het adres van de radicale Vlaams-nationalist en nazi-gezinde Tollenaere had Brunclair achter de coulissen van de opera geuit, maar was ook de Duitsers ter ore gekomen.
Hij werd achtereenvolgens in Antwerpen, Hoei en Vught opgesloten. In september 1944 werd Brunclair op transport gezet naar Sachsenhausen, vanwaar hij in oktober naar het concentratiekamp Neuengamme ging. In november van dat jaar sterf Brunclair in Ladelund, een buitenkamp van Neuegamme, ten gevolge van dysenterie die hij had opgelopen door de ontberingen van het kamp. Zijn lichaam kwam in een massagraf terecht.

## Werk
- Fiat Lux: het worde licht (onder pseudoniem Angel David, 1917)
- De schoone historie van Fortunatus Borze en van zijn wenschhoedeken (onder pseudoniem Angel David, 1917)
- Geschiedenis van de vier Heemskinderen (onder pseudoniem Angel David, 1917)
- 't Preludium der Eeuw (Ons Land, pseudoniem G. Bardemeyer, 1917)
- Kentering (Ons Land, pseudoniem G. Bardemeyer, 1917)
- Het Jongste Geslacht I,II (De Goedendag, pseudoniem G. Bardemeyer, 1918)
- Oorsprong en evolutie der Jeugdbeweging (Het Vlaamsche Nieuws, pseudoniem G. Bardemeyer, 1918)
- La Danse impressioniste (La Comédie, 1919)
- Initiation au dynamisme flamand I (L'Art Libre, 1919)
- Initiation au dynamisme flamand II (L'Art Libre, 1919)
- Democratie? (De Nieuwe Wereldorde, pseudoniem G. Bardemeyer, 1920)
- Aantekeningen. Retro. (Ruimte, 1920)
- Rondom Clarté (Opstanding, 1920)
- Toekomstmuziek (Opstanding, 1920)
- Over reformisme (Opstanding, 1921)
- Jongere kunst. Overwegingen bij kunstmanifestaties van heden (Vlaamsche Arbeid, 1921)
- Ethiek (De Goedendag, 1921)
- Over literatuur (Vlaamsche Arbeid, 1922)
- Rond het kongres van moderne kunst. Gangmakers (De Goedendag, 1922)
- Avondlanders. Moderne poëzie IV (De Stem, 1923)
- Weg met de Regenschermen! (Vlaamsche Arbeid, 1923)
- Gedrang. Tijdrevue (Vlaamsche Arbeid, 1924)
- Van het Fonteintje dat Hekla werd (Vlaamsche Arbeid, 1924)
- Toetsstenen (Vlaamsche Arbeid, 1924)
- Het vaderhuis te huur (Vlaamsche Arbeid, 1924)
- De dwaze rondschouw (Poëzie, 1926)
- In memoriam Paul van Ostaijen (Vlaamsche Arbeid, 1928)
- Het litteraire Antwerpen (Vandaag, 1929)
- Stedenbouw, Wereldburgerschap, Particularisme, enz. (Ons Vaderland, 1929)
- Het Eilandje (Weerspiegeld Antwerpen, 1929)
- De Monnik in het Westen (Roman, 1930)
- Hulde aan Vlaamsche Arbeid (Vlaamsche Arbeid, 1930)
- Door mijn luidspreker. 1830-1930 (De Schelde, 1930)
- Door mijn luidspreker. Het slotwoord over 1830-1930 (De Schelde, 1930)
- Door mijn luidspreker. Nieuwjaarsbrief (De Schelde, 1932)
- Sluiereffecten. Verzen (Poëzie, 1936)
- Vade Mecum van den romanschrijver (Getuigenis, 1936)
- Camera Lucida (Poëzie, 1937)
- Het heilige handvest (Essay, 1937)
- Concentratie. Ingezonden stuk (Vlaamsch Front, 1937)
- Mijn eerste artikel in Het Tooneel (Het Tooneel, 1939)
- Het kleine Binnenmeer. "Vrede door neutraliteit" (Ulenspiegel, 1940)
- Spreekcel (Poëzie, 1940)
- Een bisnummer in de wereldgeschiedenis. Ter inleiding I, II (Het Tooneel, 1940)
- Een bisnummer in de wereldgeschiedenis. III IV (Het Tooneel, 1940)
- Openbare spreekcel (Poëzie, 1942)